# Empis vitisalutatoris
Empis vitisalutatoris är en tvåvingeart som beskrevs av Christophe Daugeron och Patrick Grootaert 2005. Empis vitisalutatoris ingår i släktet Empis och familjen dansflugor.
Artens utbredningsområde är Singapore. Inga underarter finns listade i Catalogue of Life.